# Vicente Camarón
Vicente Camarón Torra (Madrid, 1803-Madrid, 1864) fue un dibujante y pintor paisajista y de género español.

## Biografía

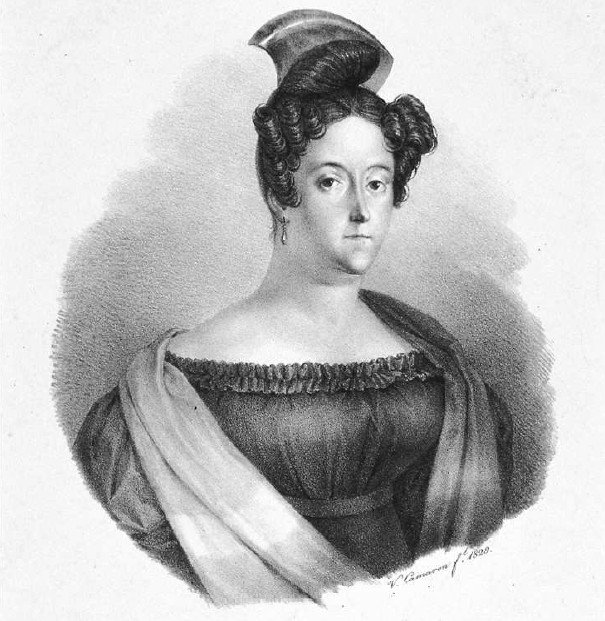
Antera Baus (V. Camarón f.^{t} 1829)

Nacido en 1803 en Madrid y discípulo de la Real Academia de San Fernando, cultivó la pintura paisajista y de género. Durante su carrera pintó un considerable número de cuadros, que le valieron una gran reputación, y ocupó el puesto de profesor en dicha Academia. En el Liceo Artístico y Literario, Camarón fue en un principio profesor, y posteriormente presidente de su sección de pintura, promoviendo bajo este concepto las Exposiciones públicas con tanta brillantez celebradas en el mismo en los años de 1845 y 1846. También alcanzó la distinción de ser individuo de número de la Real Academia de San Fernando y pintor honorario de cámara del rey. En las diferentes exposiciones públicas celebradas en las salas de la Academia de San Fernando en los años de 1838 a 1849, en la del Liceo Artístico de 1846 y en la Nacional de Bellas Artes de 1848, presentó diferentes paisajes y marinas, que fueron muy elogiados por la crítica y celebrados por el público. En las mismas exposiciones presentó también varios cuadros de historia y de género religioso. También es obra suya un lienzo titulado Vista del Tajo tomada a la espalda de la fábrica de espadas de Toledo, en el sitio llamado la Pesquera, propiedad del Museo del Prado.
Fue también un notable dibujante: realizó ochenta dibujos vendidos poco antes de su muerte a la Academia de San Fernando, el retrato litográfico de Infante Francisco de Paula de Borbón, y las láminas de la Colección de cuadros publicada por José de Madrazo, en que reprodujo los siguientes asuntos: San Juan Bautista niño, El Apóstol Santiago y Jesús y San Juan, niños, de originales de Murillo, La Divina Pastora, de Tovar, El Señor muerto sostenido por un ángel, de Alonso Cano, y una Vista del Real Museo. Realizó obras al fresco como los arabescos y alegorías de los cuatro gabinetes de lectura y descanso en el Congreso de los Diputados, y la bóveda del salón de conferencias del mismo. Tuvo un hijo también artista, llamado Fernando Camarón, que falleció prematuramente y que sería autor de un busto de Quevedo, presentado póstumamente en la Exposición del Liceo celebrada en 1846. Vicente Camarón fallecería en Madrid el 8 de abril de 1864.